# Марк Камолетті
Марк Камоле́тті (фр. Marc Camoletti; *16 листопада 1923, Женева, Швейцарія – 18 липня 2003, Довіль, Франція) – французький письменник, драматург та режисер швейцарського походження, відомий своїми водевілями.
П'єса Камолетті «Боїнг-Боїнг» є найпопулярнішою французькою п'єсою у світі. На сценах світових театрів її ставили понад 10 тисяч разів. Твори Камолетті перекладені десятками мов, а вистави за ними йшли у понад півсотні країн, включаючи Україну.

## З життєпису
Марк Камолетті народився у родині архітекторів. Його дід по батьку Марк Камолетті спроектував концертний зал на честь королеви Вікторії, Женевський музей мистецтва і історії та поштове відділення Монблану в Женеві. Архітекторами були також батько письменника Жан Камолетті та двоюрідні брати.
Спершу Камолетті мав намір послідувати родинній кар'єрі, зокрема вивчав архітектуру та живопис, але зрештою зайнявся письменством. 
З переїздом до Парижа у 1950-х роках, почав працювати у театрі. У 1955 році він, зокрема, поставив п'єсу «Ізабель та Пелікан». 
У 1958 році він написав свою першу власну авторську п'єсу «La Bonne Anna». Цей твір показала у Театрі Капуцинів трупа, пов'язана з його дружиною. У п'єсі на повну представлений стиль Камолетті, що дістав назву «бульварного театру» за суміш у тематиці сексу й комедії. 
Від 1972 року Марк і Жермен Камолетті розбудовували Театр Мішеля. Подружжя надало йому новітній комічний подих. Твори, написані Марком Камолетті, мають неймовірні рекорди довголіття і кількості показів, що вимірюються тисячами, зокрема такі п'єси, як «Дует на дивані», «Вечеря в ліжку!» та «Боїнг-Боїнг», що по праву вважається тріумфом Марка Камолетті. 
Камолетті продовжував писати, продюсувати та виступати у театрі Мішеля у 1980-1990-х роках.
Був членом Національного товариства красних мистецтв у Женеві.
Марк Камолетті помер 18 липня 2003 року у Довілі у 79-річному віці. Похований на цвинтарі Монмартр.

## Родина
Дружина письменника Жермен Камолетті (1924-1994) починаючи від 1970-х років була одним із директорів паризького театру «Мішель», являючи собою досить видну фігуру у тогочасному театральному світі.
Син Жан-Крістоф Камолетті є керівником театру «Мішель» від 2003 року спільно зі своєю дружиною Аріаною.

## Вибрані твори і постановки
- 1958 La Bonne Anna, режисер Мішель де Ре, Театр Капуцинів, комедія Ваграма
- 1960 «Боїнг-Боїнг», режисер Крістіан-Жерар, Комеді Каумартін
- 1963 «Семіраміда», режисер Мішель де Ре, Театр Едуарда VII
- 1965 «Secretissimo»
- 1966 «Гарна адреса», режисер Крістіан-Жерар, театр Потіньєра
- 1968 «L'amour propre», Театр Едуарда VII
- 1972 «Дуети на дивані», театр Мішеля
- 1972 «Гарна адреса» Марка Камолетті, режисер Крістіан-Жерар, Театр Мішеля
- 1974 «Дуети на дивані», театр Мішеля
- 1976 «З днем народження», Театр Мішеля
- 1980 «Ми повечеряємо у ліжку», Театр Мішеля
- 1984 «Bluffer», Театр Мікод'єра, Театр Вар'єров
- 1985 «Піжама на шістьох», Театр Мішеля
- 1987 «Chambre d'ami», Театр Мішеля
- 1991 «Дорогенька-дорогенька», театр Мішеля
- 1991 «La Bonne Anna, Театр Мішеля
- 1993 «Боїнг-Боїнг», Театр Мішеля
- 1993 «Секс та ревнощі», Театр Мішеля
- 1997 «Медовий місяць», Театр Мішеля
- 1999 «Боїнг-Боїнг», Театр Мішеля

### Постановки за Камолетті в Україні

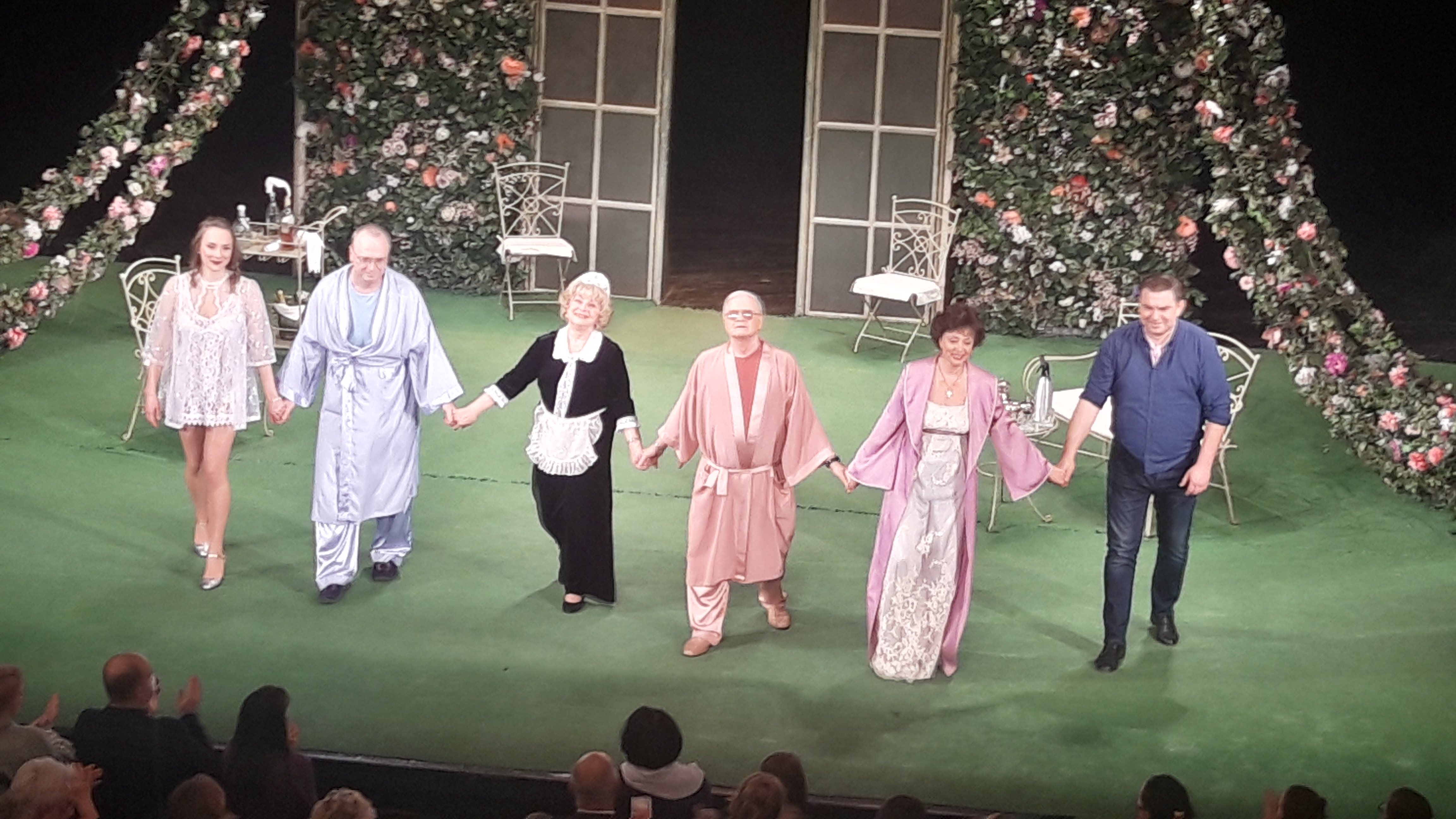
Вихід акторів після вистави «Сімейна вечеря», 29 грудня 2021 року

У жовтні 2009 року на сцені столичного Національного академічного театру російської драми імені Лесі Українки у рамках спільного міжнародного сценічного проекту «Україна Канада» була зреалізована постановка за М. Камолетті «Сімейна вечеря» (режисер Григорій Зіскін, Канада; сценографія Олександр Опарін; костюми Олени Дробної), що залишається в афіші театру понад декаду (дані на театральний сезон 2021/22). У 2011 році у Чернігівському обласному академічному українському музично-драматичному театрі імені Тараса Шевченка відбулась прем'єра вистави «Французька вечеря» (постановка і музичне оформлення А. Р. Бакірова; сценографія О. Симоненка, костюми Т. Карасьової). 14 червня 2013 року була вперше показана вистава «Ідеальна пара» (Режисер Володимир Цивінський; художник Петро Богомазов, художниця по костюмах Дар'я Ніколаєва; музичне рішення Олександр Курій) за цією ж п'єсою у київському академічному Театрі драми та комедії на Лівому березі. У середині 2010-х на сцені Академічного музично-драматичного театру імені Лесі Українки міста Кам'янського (Дніпропетровщина) С. А. Чулковим були здійснені постановки п'єс М. Камолетті: «Любов-любов, або Як ми влетіли!», «Гра в кохання», «Коханці, або Ох, уже ця Анна!».